# Southwood National Park
Southwood National Park är en park i Australien. Den ligger i delstaten Queensland, omkring 290 kilometer väster om delstatshuvudstaden Brisbane.
Trakten runt Southwood National Park är nära nog obefolkad, med mindre än två invånare per kvadratkilometer..
I omgivningarna runt Southwood National Park växer huvudsakligen savannskog.  Genomsnittlig årsnederbörd är 700 millimeter. Den regnigaste månaden är januari, med i genomsnitt 181 mm nederbörd, och den torraste är september, med 14 mm nederbörd.